# Таборы (Таборинский район)
Таборы́ — село в Свердловской области России, административный центр Таборинского района и Таборинского сельского поселения.

## Географическое положение
Таборы расположены в Западной Сибири, на реке Тавде, при впадении в неё реки Таборинки. Село находится в 359 километрах к северо-востоку от Екатеринбурга и в 90 километрах к северо-западу от станции Тавда Свердловской железной дороги.

## История

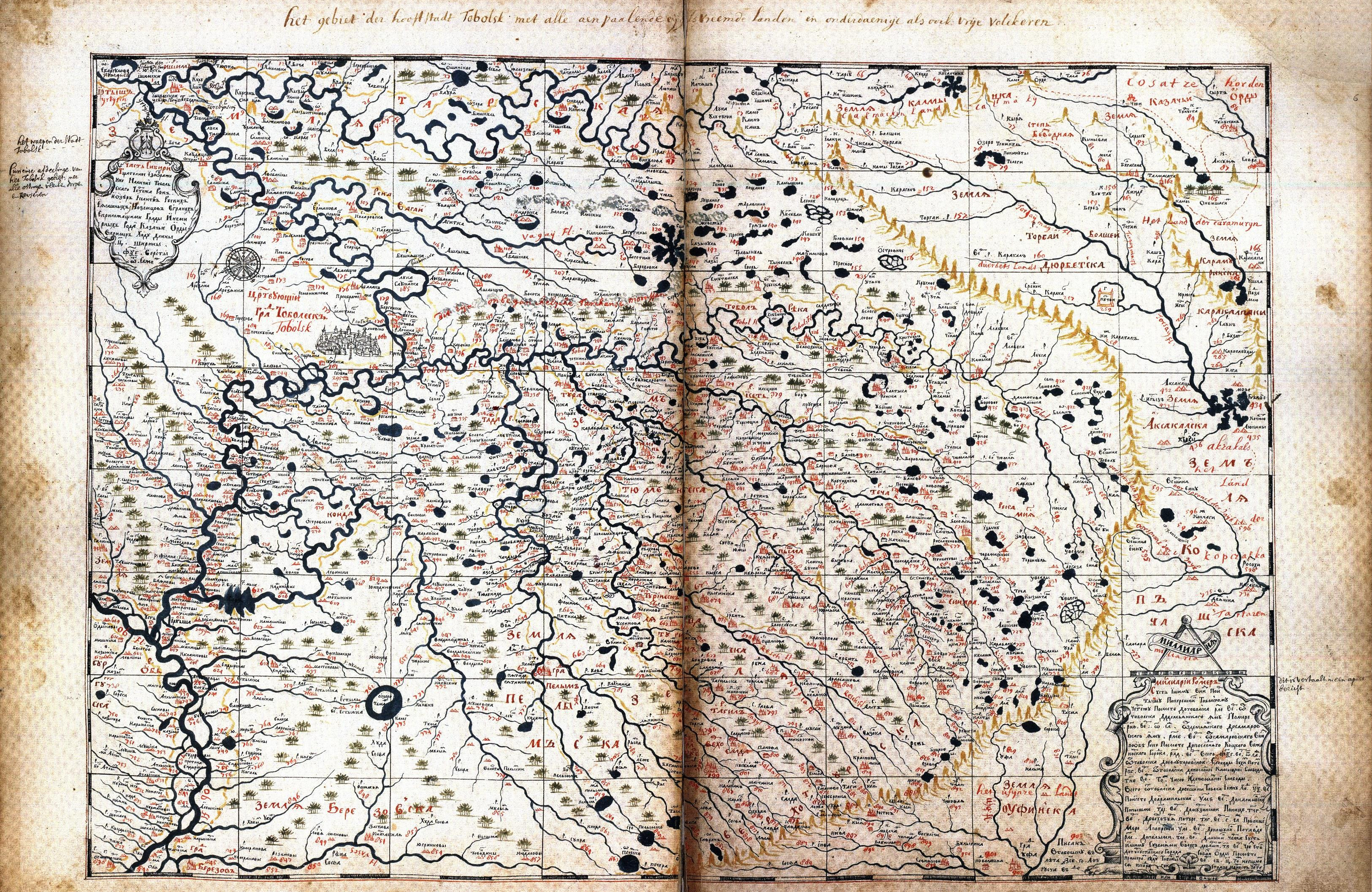
Город Табариское в центре карты Ремезова. Село Табары также отмечено

Городок Таборы заложен в 1594 году князем Петром Ивановичем Горчаковым.
Селение Табариское отмечено на карте С. У. Ремезова 1701 года, при впадения речки Табариной. Село Табары находится чуть ниже по течению.

## Население
| 1959 | 1970  | 1979  | 1989  | 2002  | 2010  |
| ---- | ----- | ----- | ----- | ----- | ----- |
| 2165 | ↘1867 | ↗1931 | ↗2107 | ↘2096 | ↘1885 |

## Инфраструктура
В Таборах имеются начальная и средняя школа, детский сад, больница, аптека, дом культуры, отделение полиции, почтовое отделение, хозяйственные и продуктовые магазины.

## Транспорт
Село связано автодорогой с соседним районным центром городом Тавдой. Имеется регулярное пассажирское автобусное сообщение по маршруту Таборы — Екатеринбург через Тавду, Туринск, Ирбит. Ведутся проектно-изыскательские работы по строительству автодороги на север Свердловской области в Гаринский район.

## Экономика
Основные виды экономической деятельности — сельское хозяйство (представлено крестьянскими (фермерскими) хозяйствами и личными подсобными хозяйствами), добыча и обработка леса, бытовое обслуживание и торговля.

## Известные уроженцы
Родина советского кинорежиссёра Олега Васильевича Сергеева (1905—1942).